# Temnora argyropeza
Temnora argyropeza är en fjärilsart som beskrevs av Paul Mabille 1879. Temnora argyropeza ingår i släktet Temnora och familjen svärmare. Inga underarter finns listade i Catalogue of Life.